# Supertramp
Supertramp fue un grupo inglés de rock  progresivo fundado en 1969 por el músico Rick Davies. Es considerada una de las bandas más influyentes de la escena musical mundial de los años 70 y 80 del siglo XX, y ha vendido más de 70 millones de discos. La primera formación de Supertramp, integrada por Davies, Roger Hodgson, Richard Palmer-James y Robert Millar, publicó un álbum homónimo con las características del rock progresivo de escaso éxito comercial, seguido de un segundo trabajo, Indelibly Stamped, en el que Palmer y Millar fueron sustituidos por Frank Farrell, Kevin Currie y Dave Winthrop.
Después del escaso éxito inicial, Davies y Hodgson crearon una nueva formación, integrada por Dougie Thomson, John Helliwell y Bob Siebenberg, cuyo sonido se orientó más al pop, manteniendo el estilo progresivo, con un uso predominante del piano Wurlitzer, del saxofón y de otros sonidos orquestales. El primer álbum de esta formación, Crime of the Century, favoreció el auge comercial de Supertramp, consolidado con sencillos como «Dreamer» y «Bloody Well Right». Crime of the Century fue seguido de trabajos como Crisis? What Crisis? y Even in the Quietest Moments, que labraron la reputación de Supertramp como una banda de directo.
El álbum Breakfast in America consolidó a Supertramp como una banda de éxito al alcanzar el primer puesto en la lista de los discos más vendidos de países como Alemania, Australia, Canadá, Estados Unidos, España y Francia, entre otros. Tres de sus sencillos —«Goodbye Stranger», «Take the Long Way Home» y «The Logical Song»— fueron top 20 en los Estados Unidos, donde el álbum vendió más de cuatro millones de copias. El éxito de Breakfast in America continuó con ...Famous Last Words..., tras el cual Hodgson anunció su abandono para emprender una carrera en solitario.
Con Davies como líder de facto de Supertramp, el grupo publicó Brother Where You Bound (1985), alejándose del rock progresivo, y Free as a Bird (1987), que incorporó elementos del dance y contó con la incorporación de Mark Hart. Tras una gira posterior, Supertramp estuvo inactivo durante casi una década.
En 1996, Davies volvió a reunir al grupo, ampliado con la presencia de Carl Verheyen, Cliff Hugo, Lee Thornburg y Jesse Siebenberg, para publicar Some Things Never Change, seguido de una gira documentada en el álbum It Was the Best of Times (1999) y de Slow Motion (2002), su último álbum hasta la fecha. Tras ocho años de inactividad, Davies reformó nuevamente el grupo para realizar la gira 70-10 Tour, con motivo del 40.º aniversario de la formación de Supertramp, seguida en 2015 de la gira Supertramp Forever Tour, que finalmente fue suspendida por problemas de salud de Davies.

## Historia

### Primeros años (1969–1972)
En 1969, Stanley 'Sam' August Miesegaes, un millonario neerlandés, dejó de apoyar económicamente a una banda llamada The Joint debido a su decepción con ellos. Sin embargo, ofreció a Rick Davies, miembro del grupo y de quien sentía que su talento se había visto «empantanado» en The Joint, una oportunidad para formar su propia banda, de nuevo con su respaldo financiero. Después de colocar un anuncio en el semanario musical Melody Maker, Davies formó una banda con Roger Hodgson (bajo y voz), Richard Palmer-James (guitarras) y Keith Baker (percusión).
Davies y Hodgson tenían orígenes e inspiraciones musicales radicalmente diferentes: Davies tenía un origen humilde y sus principales influencias musicales eran el blues y el jazz, mientras que Hodgson había comenzado a trabajar en la industria musical y era aficionado al pop y a la música psicodélica. A pesar de ello, comenzaron a escribir canciones juntos, con Palmer como tercer miembro del equipo compositivo. Dado que ningún otro miembro de la banda se mostró dispuesto, Palmer escribió todas las letras.

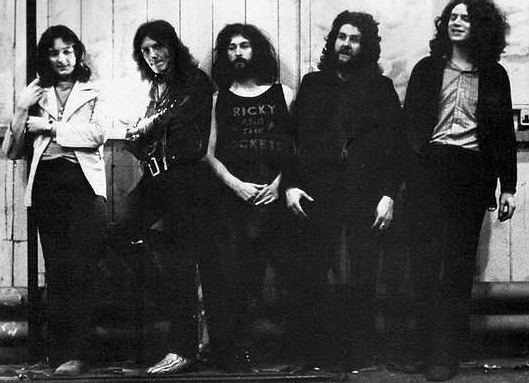
Roger Hodgson, Frank Farrell, Rick Davies, Kevin Currie y Dave Winthrop en 1971.

El grupo se denominó inicialmente como Daddy. Baker fue al poco tiempo reemplazado por Robert Millar, y después de varios meses ensayando en una casa de campo de West Hythe, la banda viajó a Múnich para ofrecer una serie de conciertos en el P.N. Club. Una actuación de diez minutos de la canción "All Along The Watchtower" fue filmada por Haro Senft durante un concierto. Los ensayos fueron poco productivos, y su repertorio inicial consistía en solo cuatro canciones, dos de ellas versiones de otros artistas. Para evitar confusiones con la banda Daddy Longlegs, el grupo cambió su nombre por el de Supertramp, un apodo inspirado en el libro de W. H. Davies Autobiografía de un súper vagabundo (The Autobiography of a Super-Tramp).
Supertramp fue uno de los primeros grupos en firmar con la rama británica de A&M Records, y su primer álbum, Supertramp, fue publicado en julio de 1970 en el Reino Unido y Canadá (en los Estados Unidos no fue publicado hasta 1977). Estilísticamente, el álbum incluyó rock progresivo característico de la época y un sonido similar al del grupo Cressida. A pesar de obtener buenas reseñas, el álbum no atrajo a una gran audiencia.
Dave Winthrop (flauta y saxofón) se unió al grupo tras el lanzamiento del primer disco, y poco después, Supertramp tocó en el Festival de la Isla de Wight. La formación continuó cambiando en los seis meses siguientes a la publicación del álbum: Palmer abandonó el grupo debido a conflictos personales con Davies y Hodgson, seguido de Millar, quien sufrió una crisis nerviosa después de una gira por Noruega.
En su siguiente álbum, Indelibly Stamped, publicado en junio de 1971, Frank Farrell (bajo) y Kevin Currie (percusión) reemplazaron a Palmer y Millar, mientras que Hodgson pasó a tocar la guitarra y Davies comenzó a ser el segundo vocalista. Con la salida de Palmer, Hodgson y Davies comenzaron a escribir las canciones del resto de trabajos del grupo. Indelibly Stamped obtuvo ventas inferiores a su predecesor, lo cual provocó que todos los miembros, a excepción de Davies y Hodgson, abandonaran el grupo, y que Miesegaes les retirase su apoyo financiero en octubre de 1972.

### Crime of the Centuryy auge comercial (1973–1978)
Una búsqueda de nuevos miembros llevó a bordo a Dougie Thomson, que había realizado conciertos con el grupo casi un año antes de reanudar las audiciones. En 1973, el grupo se amplió con Bob Siebenberg (batería) y John Helliwell (saxofón e instrumentos de viento y teclados), que completaron la nueva formación, vigente durante los siguientes diez años. Hodgson también comenzó a tocar el piano de cola y el teclado wurlitzer además de que en directo dispusieron de otros teclados con los cuales crearon las ambientaciones orquestales de su música.
Mientras tanto, el vínculo entre Davies y Hodgson comenzó a debilitarse paulatinamente. En julio de 1972, Hodgson consumió LSD por primera vez y le ofreció a Davies, quien se negó a consumirlo. En una carta a Miesegaes, Hodgson describió la experiencia como «el día más feliz de mi vida» y expresó su ansiedad por el hecho de que Davies no la tomara. Años después, Hodgson describió esta divergencia en sus experiencias como la raíz de la ruptura entre ellos. Durante la historia de Supertramp, la relación entre Davies y Hodgson fue amistosa pero con estilos de vida e inclinaciones musicales cada vez más distantes y menos solapadas. En este sentido, su asociación compositiva fue diluyéndose poco a poco y, aunque todas las canciones fueron acreditadas oficialmente a ambos, la mayoría fueron composiciones escritas individualmente por Davies o por Hodgson.
Crime of the Century, publicado en septiembre de 1974, fue el primer gran éxito comercial y de crítica del grupo tras llegar al puesto cuatro en la lista UK Albums Chart y a la primera posición en la lista de discos más vendidos de Canadá. Crime of the Century subrayó la ambición del grupo, con muchas canciones fuertemente orquestadas y temas donde Davies y Hodgson compartieron la voz principal, como «School» y «Dreamer». La segunda, publicada como sencillo, llegó al top 20 en el Reino Unido, mientras que su cara B, «Bloody Well Right», alcanzó el top 40 en los Estados Unidos.
Con un álbum exitoso en su haber, las presiones sobre Supertramp aumentaron, y su sucesor, Crisis? What Crisis?, fue grabado en los pocos meses de descanso entre dos giras. Como consecuencia, la mayoría del material consistió en descartes de Crime of the Century, y décadas más tarde fue considerado por el propio grupo como uno de sus peores momentos. A pesar de las dudas del grupo, Crisis? What Crisis? fue bien recibido por la crítica y llegó al puesto veinte en la lista británica UK Albums Chart y al 44 en la estadounidense Billboard 200.
El siguiente álbum, Even in the Quietest Moments, fue publicado en abril de 1977 junto al sencillo «Give a Little Bit», número quince en los Estados Unidos y veintinueve en el Reino Unido. Al igual que con anterioridad, el álbum obtuvo un mayor éxito que los sencillos, y Even in the Quietest Moments llegó al puesto dieciséis en la lista Billboard 200 y al doce en la lista de discos más vendidos del Reino Unido. Durante este periodo, el grupo trasladó su residencia a Los Ángeles, California.

### Estrellato conBreakfast in Americay marcha de Roger Hodgson (1979–1988)
El enfoque de un sonido más orientado al pop permitió que Supertramp alcanzara su mayor éxito con Breakfast in America, publicado en marzo de 1979, que alcanzó el puesto tres en el Reino Unido y llegó a lo más alto de las listas de países como Canadá y los Estados Unidos. Breakfast in America produjo también cuatro sencillos: «The Logical Song», «Goodbye Stranger», «Take the Long Way Home» y «Breakfast in America», todos ellos top 20 en los Estados Unidos. En marzo, el grupo se embarcó en una gira de 120 conciertos que rompió todos los récords de asistencia con respecto a conciertos anteriores tanto en Norteamérica como en Europa. Al finalizar la gira, los miembros del grupo decidieron tomar un descanso por un tiempo.

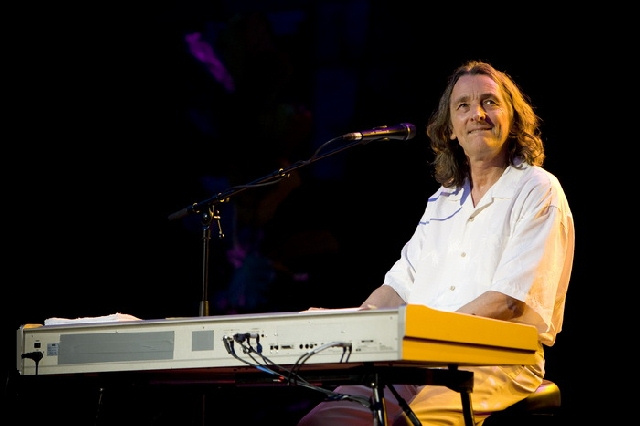
Roger Hodgson abandonó Supertramp en 1983 para emprender una carrera en solitario.

Para evitar un largo espacio entre álbumes durante su descanso, el grupo publicó Paris, un doble disco en directo grabado en su mayoría en el Pavillon de París, Francia que alcanzó el puesto ocho en la lista estadounidense Billboard 200. La versión en directo del sencillo «Dreamer» reportó al grupo su segundo número uno en Canadá después de «The Logical Song» y entró en el top 20 en la lista estadounidense Billboard Hot 100.
Durante este periodo, Hodgson trasladó a su familia a la zona montañosa del norte de California, donde construyó una casa y un estudio de grabación. Además, comenzó a pasar más tiempo con su familia y a mostrar interés por la espiritualidad, grabando de forma paralela Sleeping with the Enemy, un primer álbum en solitario nunca publicado. El distanciamiento geográfico amplió la separación con respecto al resto del grupo, y durante la grabación de su siguiente trabajo, ...Famous Last Words..., Davies y Hodgson encontraron dificultades para conciliar sus respectivas ideas musicales. ...Famous Last Words... fue publicado en octubre de 1982 y llegó a los puestos cinco y seis en las listas de discos más vendidos de los Estados Unidos y el Reino Unido respectivamente. Tras una gira mundial en 1983, Hodgson anunció públicamente que no iba a continuar con el grupo. Según el propio músico, su salida de Supertramp estuvo motivada por el deseo de pasar más tiempo con su familia y emprender una carrera en solitario, y que nunca tuvo problemas personales o profesionales reales entre Davies y él.
Tras la marcha de Hodgson, Davies pasó a liderar de facto Supertramp como único compositor y publicó Brother Where You Bound en 1985. El álbum fue un distanciamiento deliberado con respecto al pop de sus dos últimos trabajos y llegó al puesto veintiuno en la lista estadounidense Billboard 200 y al veinte en el Reino Unido. Brother Where You Bound incluyó el sencillo «Cannonball», top 30 en los Estados Unidos, junto con la canción principal, una larga exposición con temática de la Guerra Fría con un solo de guitarra del guitarrista de Pink Floyd David Gilmour.
Dos años después, el grupo publicó Free as a Bird, un álbum marcado por la experimentación con sintetizadores y por incorporar elementos del pop y del dance. Davies definió el álbum como «un experimento para tratar de ser moderno y construirlo con ordenadores y máquinas de ritmo, y que la gente viniese de uno en uno, lo cual te hacía perder el espíritu de grupo un poco». Aunque el sencillo «I'm Beggin' You» llegó al primer puesto en la lista Hot Dance Music/Club Play de Billboard, Free as a Bird obtuvo un escaso éxito comercial.
Tras la marcha de Hodgson, y con motivo de la gira de Brother Where You Bound, el grupo decidió no interpretar canciones del músico, siguiendo un supuesto acuerdo verbal entre Davies y él. Sin embargo, el público se mostró poco entusiasmado por la omisión de estas canciones, por lo que la gira de Free as a Bird volvió a incluir composiciones de Hodgson interpretadas por Mark Hart que provocaron la marcha de Dougie Thomson. Tras la gira de 1988, el grupo se separó temporalmente. Al respecto, Davies comentó: «Hemos estado ahí cerca de veinte años entre grabaciones y giras y parecía el momento de tomar un descanso sin idea de cómo o cuándo volveremos. En realidad decidimos no decir nada, como si fuéramos viejos soldados desvaneciéndonos».

### DeSome Things Never ChangeaSlow Motion(1996–2005)
En 1993, Davies y Hodgson volvieron a tocar juntos por primera vez en diez años en un homenaje a Jerry Moss, cofundador de A&M Records, en el Beverly Hills Hilton, donde tocaron «The Logical Song» y «Goodbye Stranger». Tras el evento, ambos colaboraron durante seis meses ensayando canciones como «You Win I Lose» y «And the Light», antiguas composiciones de Davies. Sin embargo, el encuentro no fructificó y ambos siguieron caminos por separado.
Poco después, Davies retomó el proyecto de grabar un nuevo álbum y reformó Supertramp con John Helliwell, Bob Siebenberg y Mark Hart, presente desde la grabación de Free as a Bird. Ampliando el grupo con otros cuatro músicos de sesión, Davies publicó Some Things Never Change, un álbum con un retorno al sonido habitual de Supertramp, en marzo de 1997. Some Things Never Change llegó al top 10 en países europeos como Suiza, Francia y Alemania pero no entró en la lista estadounidense Billboard 200.
Some Things Never Change fue seguido de la gira It's About Time Tour documentada en el álbum en directo It Was the Best of Times, grabado en el Royal Albert Hall de Londres y publicado en abril de 1999. Tres años después, el grupo publicó Slow Motion, su último álbum de estudio hasta la fecha. Slow Motion fue grabado en el nuevo hogar de Davies en Hampton Bays, después de residir durante más de dos décadas en Los Ángeles, usando por primera vez Pro Tools, y fue seguido de una nueva gira mundial, tras la cual el grupo volvió a permanecer inactivo.

### Reformación (de 2010 en adelante)
Tras el lanzamiento de Slow Motion, todos los miembros de Supertramp a excepción de Rick Davies realizaron proyectos paralelos al grupo. John Helliwell formó el grupo Créme Anglaise junto a Mark Hart y publicó un álbum homónimo en 2005, mientras que Bob Siebenberg formó parte del grupo Todd Hannigan And The Heavy 29’s junto a su hijo Jesse y trabajó en The Glendale River, un álbum de estudio.

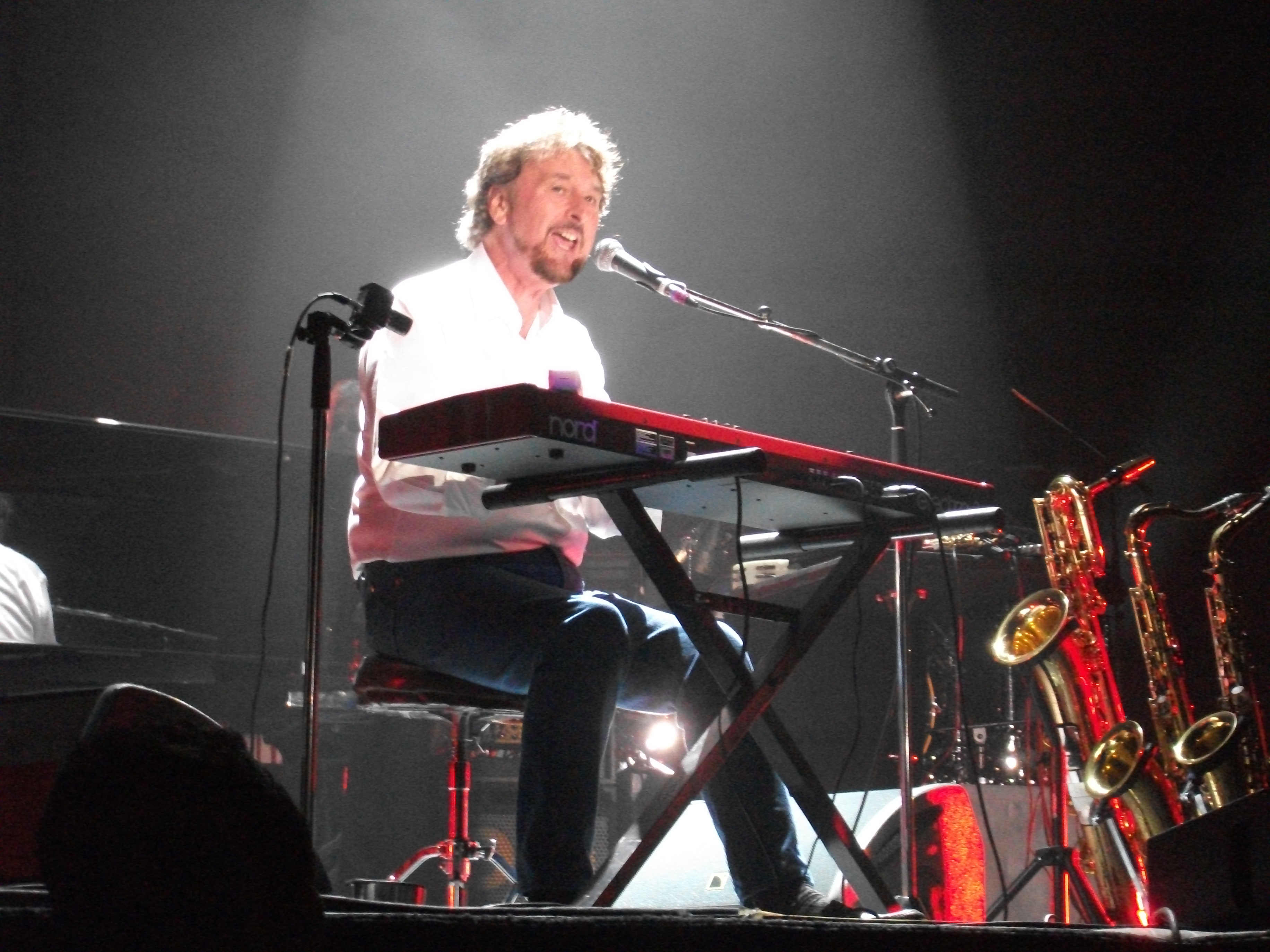
Rick Davies en concierto durante la gira 70-10 Tour.

En 2005, con motivo de la publicación de Retrospectacle - The Supertramp Anthology, Davies y Hodgson mantuvieron varias reuniones para intentar reformar Supertramp que no llegaron a fructificar. Tres años después, ambos músicos volvieron a encontrarse con vistas a una posible reunión del grupo que tampoco llegó a concretarse.
A pesar de la negativa de Hodgson, Davies reformó Supertramp para la gira 70-10 Tour con motivo del cuadragésimo aniversario del grupo. La inclusión de canciones de Hodgson en la gira, de forma similar a las dos anteriores, provocó el enfado de Roger, quien dijo que rompía un acuerdo verbal entre él y Rick de no interpretarlas a cambio de mantener Davies el nombre de Supertramp. En respuesta, Davies explicó: «La única realidad es que existen 600 páginas de documentos contractuales que determinan lo que podemos hacer y lo que no. Por lo que a mí respecta, yo cumplo con mi parte de ese acuerdo e interpreto canciones de Supertramp. Eso tiene que ver con todo lo que publicamos juntos e interpretamos juntos sobre un escenario. Para mí, eso también es música de Supertramp».
La gira 70-10 Tour, que contó con la ausencia de Mark Hart y su sustitución por Gabe Dixon, comenzó en septiembre en Alemania y se extendió con una treintena de conciertos por Europa. Un año después, el grupo ofreció una etapa por Canadá antes de regresar a Francia, donde ofreció su concierto número 1 000.
En agosto de 2012, a pesar de la reprobación de Hodgson y de Davies, el grupo publicó el DVD Live in Paris '79, con material audiovisual inédito filmado durante los conciertos de París en la gira de Breakfast in America. El lanzamiento, promovido por el resto de miembros de Supertramp, obtuvo un notable éxito comercial al alcanzar el primer puesto en las listas de DVD más vendidos de países como Alemania, Bélgica, Noruega, Austria, Países Bajos y Suiza.
En 2015, el grupo volvió a reformarse con motivo de la gira Supertramp Forever Tour, que finalmente fue suspendida por problemas de salud de Rick Davies.

## Miembros
| Año       | Formación |
| --------- | --- |
| 1969-1970 | - Rick Davies: voz, teclados y armónica. - Roger Hodgson: voz, guitarra, bajo, chelo, flauta y teclados. - Richard Palmer-James: voz, guitarra y balalaika. - Keith Baker: batería. |
| 1970      | - Rick Davies: voz, teclados y armónica. - Roger Hodgson: voz, guitarras, teclados, bajo, chelo y flauta. - Richard Palmer-James: voz, guitarras y balalaika. - Robert Millar: percusión y armónica. - Dave Winthrop: instrumentos de viento-madera. |
| 1971-1972 | - Rick Davies: voz, teclados y armónica. - Roger Hodgson: voz, guitarras y teclados. - Dave Winthrop: voz e instrumentos de viento-madera. - Kevin Currie: percusión. - Frank Farrell: bajo, teclados y coros. |
| 1972-1973 | - Rick Davies: voz, teclados y armónica. - Roger Hodgson: voz, guitarras y teclados. - Dave Winthrop: voz e instrumentos de viento-madera. - Kevin Currie: batería y percusión. - Dougie Thomson: bajo y coros. |
| 1973      | - Rick Davies: voz, teclados y armónica. - Roger Hodgson: voz, guitarras y teclados. - Dave Winthrop: voz e instrumentos de viento-madera. - Dougie Thomson: bajo y coros. - Bob Siebenberg: batería y percusión. |
| 1973-1983 | - Rick Davies: voz, teclados y armónica. - Roger Hodgson: voz, guitarras y teclados. - Dougie Thomson: bajo y coros. - Bob Siebenberg: batería y percusión. - John Helliwell: voz, teclados e instrumentos de viento-madera. Músicos de gira - Scott Page: instrumentos de viento-metal, guitarra, percusión y coros (1983) - Fred Mandel: teclados, guitarras y coros (1983) |
| 1984-1988 | - Rick Davies: voz, teclados y armónica. - Dougie Thomson: bajo y coros. - Bob Siebenberg: batería y percusión. - John Helliwell: instrumentos de viento-madera y teclados. Músicos de gira - Scott Page: instrumentos de viento-metal, guitarra y coros (1983–1986) - Marty Walsh: guitarras y coros (1984–1988) - Mark Hart: voz, guitarra y teclados (1985–1988) - Carl Verheyen: guitarras, percusión y coros (1985–1986) - Brad Cole: instrumentos de viento-metal y teclados (1986–1988) - Steve Reid: percusión (1987–1988) |

| Año       | Formación |
| --------- | --- |
| 1996-1997 | - Rick Davies: voz, teclados y armónica. - Bob Siebenberg: batería y percusión. - John Helliwell: instrumentos de viento-madera, teclados y coros. - Mark Hart: voz, teclados y guitarra. - Carl Verheyen: guitarra y coros. - Cliff Hugo: bajo. - Lee Thornburg: trombón, trompeta y coros. - Tom Walsh: percusión.                                                             |
| 1997-2002 | - Rick Davies: voz, teclados y armónica. - Bob Siebenberg: batería y percusión. - John Helliwell: instrumentos de viento-madera, teclados y coros. - Mark Hart: voz, guitarra y teclados. - Carl Verheyen: guitarra y coros. - Cliff Hugo: bajo. - Lee Thornburg: trombón, trompeta y coros. - Jesse Siebenberg: voz, guitarra y percusión.                                      |
| 2010-2015 | - Rick Davies: voz, teclados y armónica. - Bob Siebenberg: batería y percusión. - John Helliwell: instrumentos de viento-madera, teclados y coros. - Carl Verheyen: guitarra y coros. - Cliff Hugo: bajo. - Lee Thornburg: trompeta, trombón, tuba, melódica y coros. - Jesse Siebenberg: voz, guitarra, teclados y coros. - Gabe Dixon: voz y teclados. - Cassie Miller: coros. |

## Discografía
- 1970: Supertramp
- 1971: Indelibly Stamped
- 1974: Crime of the Century
- 1975: Crisis? What Crisis?
- 1977: Even in the Quietest Moments
- 1979: Breakfast in America
- 1980: Paris
- 1982: ...Famous Last Words...
- 1985: Brother Where You Bound
- 1987: Free as a Bird
- 1988: Live '88
- 1997: Some Things Never Change
- 1999: It Was the Best of Times
- 2002: Slow Motion